# Paraty
Paraty je općina i povijesni grad na južnoj obali Brazila, u državi Rio de Janeiro, oko 258 km jugozapadno od glavnog grada države, Ria de Janeira i 330 km sjevernije od São Paula. Grad je smješten uz ocean, na bujnom obalnom području Costa Verde („Zelena obala”) između dvije rijeke i gotovo na razini mora. Oblikovan je uzimajući u obzir tok plime i kao rezultat toga mnoge su ulice periodično poplavljene tijekom plime. Paraty je 1930. god. bio glavni grad Brazila, a danas je središte općine s površinom od 930,7 četvornih kilometara i 39.395 stanovnika, što ga stavlja na 43. mjesto među općinama države Rio po broju stanovnika.
Budući kako je lijep primjer očuvane baštine kolonijalne barokne arhitekture, Paraty je, zajedno s obližnjim otokom Ilha Grande, upisan na UNESCO-ov popis mjesta svjetske baštine u Americi 2019. godine kao „jedan od najbolje očuvanih obalnih gradova u Brazilu s četiri zaštićena prirodna područja brazilske Atlantske šume”. To je prvo miješano mjesto svjetske baštine (kulturna i prirodna baština) u Brazilu.

## Povijest
Područje današnjeg grada su naseljavali indijanci plemena Guaianá, koji su cijelo ovo područje zvali Paraty, što na jeziku Tupi znači „rijeka riba”. Portugalci su osnovali selo 1597. god., a grad 1667. godine, nakon otkrića zlata u planinama Minas Geraisa. Grad se brzo bogati postajući luka iz koje isplovljavaju brodovi koji prevoze zlato u Portugal. 
Ovaj prelijepi grad tada je sagrađen u najčišćem kolonijalnom stilu s baroknim crkvama i kaldrmama kamenom popločenih ulica u cijeloj četvrti povijesnog središta. Njegova je luka služila i kao ulazno mjesto za alate i afričke robove, poslane na rad u rudnicima. Izgrađen je obrambeni sustav radi zaštite bogatstva luke i grada.Bio je to tajni grad u kojemu su živjeli samo vojnici, radnici i robovi iz Afrike. Krajem 17. stoljeća Paraty je bio krajnja točka „puta zlata” (Caminho do Ouro), 1200 km dug popločani kameni put koji je povezivao luku Paraty s gradovima zlata (Diamantina via Ouro Preto i Tiradentes). Dva stoljeća ova mala ribarska luka, skrivena na dnu njezine uvale, bila je glavna točka ukrcavanja paleta armadas za prenošenje bogatstva Brazila u Lisabon.
Kad je odlučeno da će zlatna ruta prolaziti kroz sigurniji Rio de Janeiro, Paraty je uskoro napustilo njezino stanovništvo. Iz tog razloga arhitektura grada gotovo se nije promijenila od tog vremena, što mu daje veliku kulturnu vrijednost i čini je turističkom atrakcijom. Do pedesetih godina prošlog stoljeća nije bilo ni ceste za pristup gradu, a danas u gradu nije dopušteno kretanje automobila ili kamiona i dozvoljen je samo pješački promet ili bicikli. Motorna vozila su u povijesnoj četvrti dopuštena samo za isporuke srijedom, pa su konji i kola vrlo čest prizor širom grada.
God. 1972. osnovan je Državni park Paraty-Mirim kojim je zaštićen Paraty i njegov bujni okoliš, da bi još 32.610 ha obale Atlantske šume zaštićeno Zaštićenim područjem okoliša Cairuçu 1985. god., koje se dijelom preklapa s Nacionalnim parkom Serra da Bocaina koji je osnovan na samom jugu općine 1971. god., a proteže se u državu São Paulo.

## Znamenitosti
Povijesno središte Paratyja zadržalo je svoj plan iz 18. stoljeća, a velik dio njegove kolonijalne arhitekture datira iz 18. i početka 19. stoljeća. 
Paraty ima koristi od još jednog velikog dobra: ljepota prirode koja ga okružuje. Grad je zapravo smješten u krajoliku zelenih brežuljaka Atlantske šume (jedno od pet svjetskih ključnih žarišta bioraznolikosti) koji se uranjaju u more kako bi se ponovno iznikli u obliku velikog broja malih otoka. To je dom impresivne raznolikosti vrsta, od kojih su neke ugrožene, kao što su jaguar, bjelousni pekariji (Tayassu pecari) i nekoliko vrsta primata, kao što je južni vunasti majmun pauk, koji je simbol mjesta.
Paraty nudi i prekrasne plaže poput plaže Cachadaço i Trindade.
- Crkva Gospe od krunice i svetog Benedikta (1725.)
- Nacionalni park Serra da Bocaina
- Tropski zaljev Paratyja
- Plaža Martim de Sá

## Slavni ljudi iz Paratyja
- Princ Jean d'Orléans-Braganza živio je tamo od pedesetih godina prošlog stoljeća nakon što je stekao veliko imanje na 500 hektara.

## Vanjske poveznice
|  | Zajednički poslužitelj ima još gradiva o temi Paraty |

- Službena stranica
- Paraty vodič  Arhivirana inačica izvorne stranice od 31. kolovoza 2019. (Wayback Machine) (port.)
- Galerija fotografija  Arhivirana inačica izvorne stranice od 21. kolovoza 2019. (Wayback Machine) (port.)